# Volkswagen Taigun
Le Volkswagen Taigun est un véhicule utilitaire sportif développé par le constructeur automobile allemand Volkswagen. Le Taigun est présenté pour la première fois au public fin 2012 en tant que concept car au salon international de l'automobile de São Paulo. Selon VW, le lancement sur le marché allemand du modèle de production était prévu début 2016 et devait élargir la gamme des SUV après les Volkswagen Touareg et Volkswagen Tiguan.
Début février 2016, le projet est arrêté avec la préférence de présenter une autre étude de SUV au salon international de l'automobile de Genève en mars.

## Optique
La Volkswagen up! est le plus petit véhicule de série de Volkswagen (depuis 2013) et est en même temps la base de construction du VW Taigun: l'étude de conception correspondait à une variante SUV de la petite voiture et devait rattraper les modèles concurrents tels que l'Opel Mokka, la Škoda Yeti ou le Nissan Juke. Bien que conçu comme étant le petit frère du Tiguan, en dehors de la section avant, le Taigun était plus une up! avec l'optique d'un véhicule tout-terrain, car avec des similitudes frappantes avec le Tiguan. Par exemple, les vitres des portières arrière pouvaient également s'ouvrir comme sur la up!, mais n'a pu être allongé que de quelques centimètres. L'intérieur du Taigun était également basé sur celui de la petite voiture.

## Caractéristiques
Si le 1.2 TSI était le plus petit moteur de VW jusqu'à présent, une nouvelle unité dérivée du 1.4 TSI avec seulement trois cylindres devait être introduit dans le VW Taigun et atteindre le prochain niveau inférieur en termes de downsizing des consommations de carburant des véhicules automobiles. La puissance devait être de 81 kW (110 ch) à l'aide d'un turbocompresseur et la vitesse de pointe était de 186 km/h, la consommation moyenne était spécifiée comme 4,7 litres d'essence aux 100 kilomètres.